# Schayera baiulus
Schayera baiulus är en insektsart som först beskrevs av Wilhelm Ferdinand Erichson 1842.  Schayera baiulus ingår i släktet Schayera och familjen gräshoppor. IUCN kategoriserar arten globalt som akut hotad. Inga underarter finns listade i Catalogue of Life.